# کنن (دهانه)
کنن یک دهانه برخوردی در ماه‌ است.

## دهانه‌های اقماری
این دهانه ۳ دهانه اقماری دارد.
| Conon | عرض جغرافیایی | طول جغرافیایی | قطر         |
| ----- | ------------- | ------------- | ----------- |
| A     | ۱۹.۷° N       | ۴.۵° E        | ۷.۰ کیلومتر |
| Y     | ۲۲.۳° N       | ۱.۹° E        | ۴.۰ کیلومتر |
| W     | ۱۸.۷° N       | ۳.۰° E        | ۴.۰ کیلومتر |